# Den russisk-tyrkiske krig (1568-1570)
Den russisk-tyrkiske krig (1568–1570) (i osmanniske kilder kaldet Astrakhan ekspeditionen) var en krig mellem Zar-Rusland og Det Osmanniske Rige over Astrakhan-khanatet. Det var den første af 12 krige mellem de to riger, der fortsatte indtil slutningen af 1. verdenskrig.

## Baggrund
Den russiske zar Ivan 4. af Rusland ("Ivan den Grusomme") havde 1552 erobret Kazan-khanatet i 1552 og i 1556 Astrakhan-khanatet. Ivan 4. lod opføre en kreml (en fæstning) på de stejle bredder ved Volga. Den russiske ekspansion imod floderne Don og Volga og mod Sortehavet og det Kaspiske Hav indebar, at de nordlige handelsruter og muslimske pilgrimsruter, der forbinder Centralasien med Krim og Anatolien nord for Det Kaspiske Hav blev besværliggjort eller lukket, hvilket reducerede den osmanniske indflydelse i regionen. De osmanniske sultaner så følgelig den russiske ekspansion som en trussel mod osmannernes besiddelser i Kaukasus og på Krim.
Som følge heraf iværksatte storvisir Sokollu Mehmed Pasha, der havde den reelle magt i Det Osmanniske riges regering under Selim 2. i 1568 den første konfrontation mellem Det Osmanniske rige og den fremtidige ærkefjende, Rusland. Som allieret havde osmannerne vasalstaen Krim-khanatet, der dog var skeptiske overfor felttoget, men som ligeledes så med bekymring på Ruslands ekspansion sydpå. Osmannernes mål var det strategisk vigtige Astrakhan, der var befæstet af russerne og i øvrigt var et central handelscentrum i Astrakhan-khanatet. Som led i det osmanniske felttog var det også planen at gennemføre de planer, som storvesiren havde lagt om etablering af en kanal mellem floderne, der skulle give forbindelse mellem Sortehavet og Det Kaspiske Hav. Erobringen af Astrakhan og opførelsen af kanalen ville give osmannerne en betydelig fordel i osmannernes konflikt med det persiske Safaviderige, som osmannerne også lå i konflikt med.

## Osmannisk felttog til Astrakhan
Efter at have samlet en hær på 20.000 osmanner, 50.000 tatarer og 30.000 arbejdere, der skulle bygge kanalen, iværksatte den osmanniske hærfører Kasim den 31. maj 1569 felttoget mod Astrakhan. Samtidig med, at Astrakhan blev belejret iværksatte den osmannisk flåde en belejring af Azov, ligesom arbejdet med udgravning af kanalen fra Volga til Don gik i gang. Det viste sig imidlertid hurtigt, at det ikke var realistisk at udgrave den planlagte kanal, ligesom der opstod problemer med at betale arbejderne, der blev utilfredse med situationen; en utilfredshed, der spredte sig til de osmanniske tropper. Janitsharerne ville ikke tilbringe vinteren i Astrakhan og gjorde oprør. Besværlighederne førte til at Kasim Pasha standsede gravearbejderne efter godkendelse fra sultanen og storvesiren.
Den osmanniske hær blev tvunget til at ophæve belejringen af byen og vende tilbage. En russiske hær var endvidere nået frem til området, hvor den spredte den osmanniske hær og arbejderne. På vej hjem over de tørre stepper i Nordkaukasus døde flere af soldaterne af sult og sygdom. På Don blev tyrkerne angrebet af kosakker. Kun 700 soldater vendte tilbage til Azov. Samtidig blev den osmanniske flåde næsten fuldstændigt ødelagt af en storm.
Felttoget endte som en militær katastrofe for Det Osmanniske Rige. Det lykkedes dog i forbindelse med fredsslutningen for osmannerne at opnå sikker passage for muslimske pilgrimme og handelsruter fra Centralasien.

## Efterspil
Nederlaget for den osmanniske hær førte ikke til en ende på den tyrkisk-tatariske ekspansion rettet mod Rusland. Krim-tatarer angreb allerede i 1570 Rusland og i 1571 angreb 40.000 Krim-tatarer Moskva, som de brændte ned. I 1572 forsøgte Krim-tatarerne med 60.000 mand at gentage en angreb mod Moskva, men blev dog besejret ved slaget ved Molody. Som et resultat af disse angreb blev russerne presset ud af Kabarda.